# درونتو
درونتو (به ایتالیایی: Druento) یک کومونه در ایتالیا است که در استان تورین واقع شده‌است.

## خصوصیات
درونتو ۲۷٫۷ کیلومترمربع مساحت و ۸٬۵۱۳ نفر جمعیت دارد و ۲۸۵ متر بالاتر از سطح دریا واقع شده‌است.